# Хофкирхен-им-Траункрайс
Хофкирхен-им-Траункрайс (нем. Hofkirchen im Traunkreis) — коммуна (нем. Gemeinde) в Австрии, в федеральной земле Верхняя Австрия. 
Входит в состав округа Линц.  Население составляет 1456 человек (на 1 января 2005 года). Занимает площадь 14 км². Официальный код  —  41008.

## Политическая ситуация
Бургомистр коммуны — Йохан Лахмайр (АНП).